# سیلوانو ایپولیتی
سیلوانو ایپولیتی (ایتالیایی: Silvano Ippoliti؛ ‏ ۲۴ ژانویهٔ ۱۹۲۲ – ۱ ژانویهٔ ۱۹۹۴) فیلم‌بردار اهل ایتالیا بود.
از فیلم‌هایی که وی در آن نقش داشته‌است، می‌توان به بازگشت سپیددندان، ارواح شهوت‌زده، سیه‌پر نر، کلید، جاذبه، بی‌خیال درس، تعطیلات، سالن کیتی، هوس، اکشن، همه زن‌ها اینگونه‌اند، پاپریکا، بخند قبل از مرگ، از بلوندها متنفرم، نخستین شیره زفاف، انسان‌نما و همینی‌ام که هستم اشاره کرد.